# Pedicularis birmanica
Pedicularis birmanica är en snyltrotsväxtart som beskrevs av Bonati. Pedicularis birmanica ingår i släktet spiror, och familjen snyltrotsväxter. Inga underarter finns listade i Catalogue of Life.